# Porta do Corpo Santo
A Porta ou Postigo do Corpo Santo, antigamente chamada Porta ou Postigo de Catequefarás, ou do Cataquefarás,  foi uma antiga porta da cidade de Lisboa, inserida na cerca fernandina da cidade.
Era contígua à Ermida da Senhora da Graça, no fim da Rua das Fontainhas, donde se saía para a Praça de Corte Real. Localizava-se talvez abaixo de São Francisco, na Rua do Ferregial, fronteira à Igreja do Corpo Santo, não restando dela nenhum vestígio em 1838.